# 정순자
정순자(1947년 8월 8일~)는 대한민국의 다이빙 선수로, 1964년 하계 올림픽에 참가했다.